# Horezu
Horezu ist eine Kleinstadt im Kreis Vâlcea in der historischen Region Walachei in Rumänien.

## Lage
Horezu liegt im Vorland der Südkarpaten, an der Südseite des Căpățâna-Gebirges. An den Bächen Urșani und Luncavăț – ein Zufluss des Olt (Alt) – und der Nationalstraße DN67 befindet sich der Ort etwa 45 Kilometer westlich von der Kreishauptstadt Râmnicu Vâlcea entfernt.

## Geschichte
Die erste urkundliche Erwähnung von Horezu stammt aus dem Jahr 1487. Der Ort gehörte damals zum Fürstentum Walachei, das unter osmanischer Oberherrschaft stand.
Eine Besiedlung des Ortes reicht jedoch nach archäologischen Funden bis in die Bronzezeit zurück.
Um 1700 wurde das Dorf vom walachischen Fürsten Constantin Brâncoveanu an das von ihm gestiftete Kloster Horezu verschenkt. Ab 1780 war Horezu offiziell Marktort und später ein lokales Verwaltungszentrum. 1832 öffnete die erste Schule. 1968 wurde Horezu zur Stadt erklärt.
Die wichtigsten Erwerbszweige sind die Landwirtschaft und der Tourismus. Viele Bewohner beschäftigen sich mit der Töpferei. Die Horezu-Keramik wurde 2012 in die Repräsentative Liste des immateriellen Kulturerbes der Menschheit eingetragen.

## Bevölkerung
1930 lebten auf dem Gebiet der heutigen Stadt etwa 3400 Bewohner, darunter etwa 50 Roma; die übrigen waren Rumänen. Bei der Volkszählung 2002 wurden in der Stadt 6807 Einwohner gezählt, darunter 6803 Rumänen. Etwa 3900 lebten in Horezu selbst, die übrigen in den sechs eingemeindeten Ortschaften. 2011 wurden 5976 Rumänen, 79 Roma und drei Magyaren registriert. Alle anderen machten keine Angaben zu ihrer Ethnie.

## Verkehr
Horezu verfügt über keinen Bahnanschluss. Durch die Stadt führt die Nationalstraße Drum național 67 von Drobeta Turnu Severin nach Râmnicu Vâlcea. Es bestehen regelmäßige Busverbindungen nach Râmnicu Vâlcea und in viele größere Städte des Landes.

## Sehenswürdigkeiten
- Kloster Horezu (1690–1709) im Dorf Romanii de Jos, UNESCO-Welterbestätte
- Im Dorf Râmești die Kirche Duminica Tuturor Sfinților mit Glockenturm, 1659 errichtet und 1859 erneuert, steht unter Denkmalschutz.[3]
- Die Kirche Intrarea în Biserică, 1800 bis 1804 errichtet (Biserica din Târg), steht unter Denkmalschutz.[3]
- Die Kirche Sf. Voievozi, Sf. Vasile - (Covrești), 1826 errichtet, befindet sich im Cartier Olari und steht unter Denkmalschutz.[3]
- Ruine der Einsiedelei Sf. Ioan (17. Jahrhundert) im Ortsteil Romanii de Sus, steht unter Denkmalschutz.[3]
- Im Dorf Romanii de Jos die Kirche Sf. Îngeri, 1700 errichtet, steht unter Denkmalschutz.[3]
- Im Dorf Urșani ein Steinkreuz 1817 errichtet, steht unter Denkmalschutz.[3]
- Kunstgalerie
- Gedenkhaus Ion Gheorghe Duca

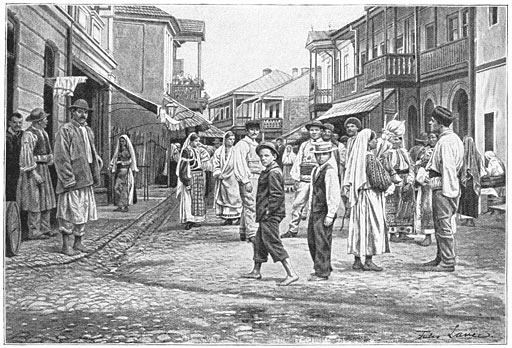
Horezu zwischen den Weltkriegen
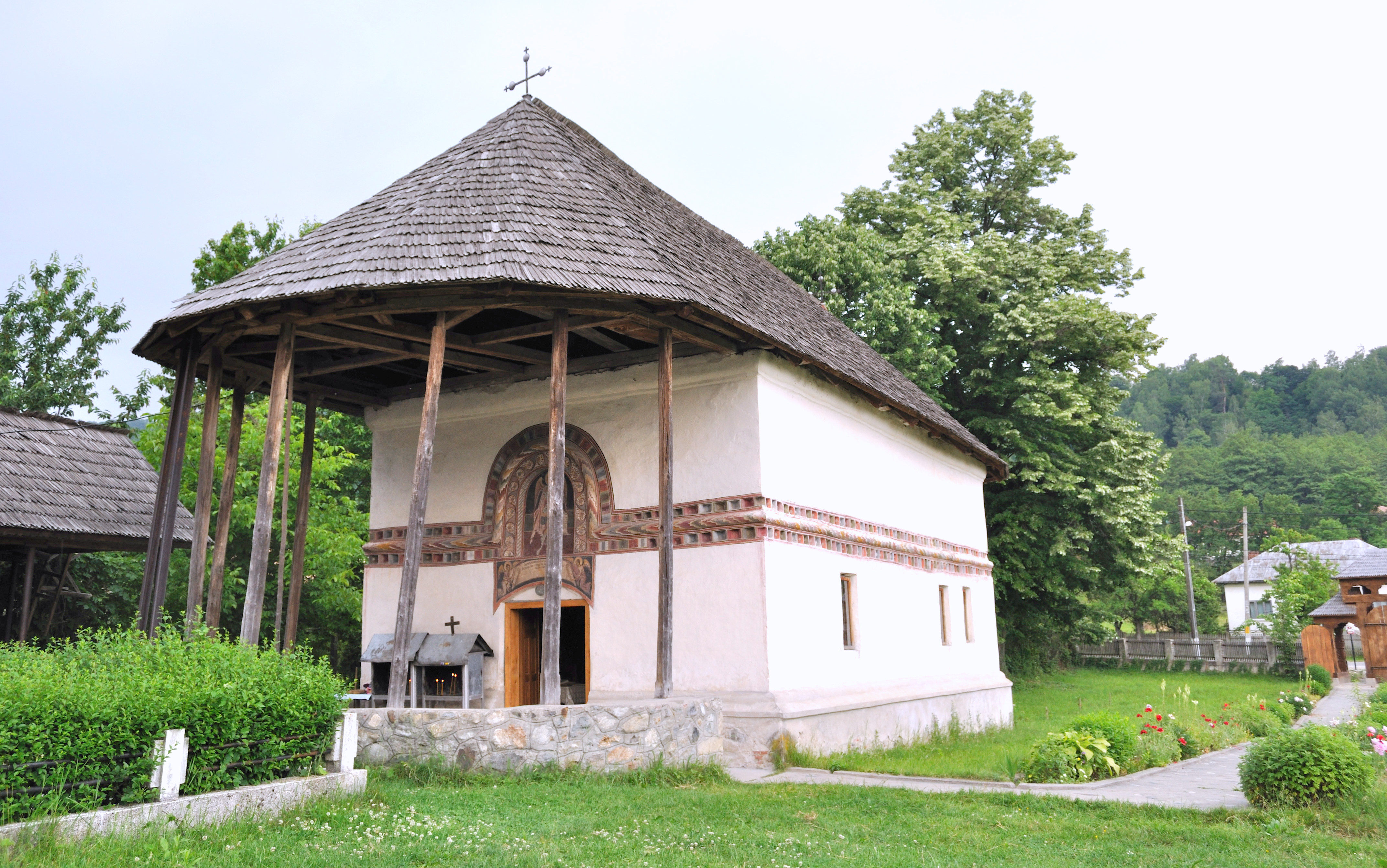
Kirche Sf. Îngeri
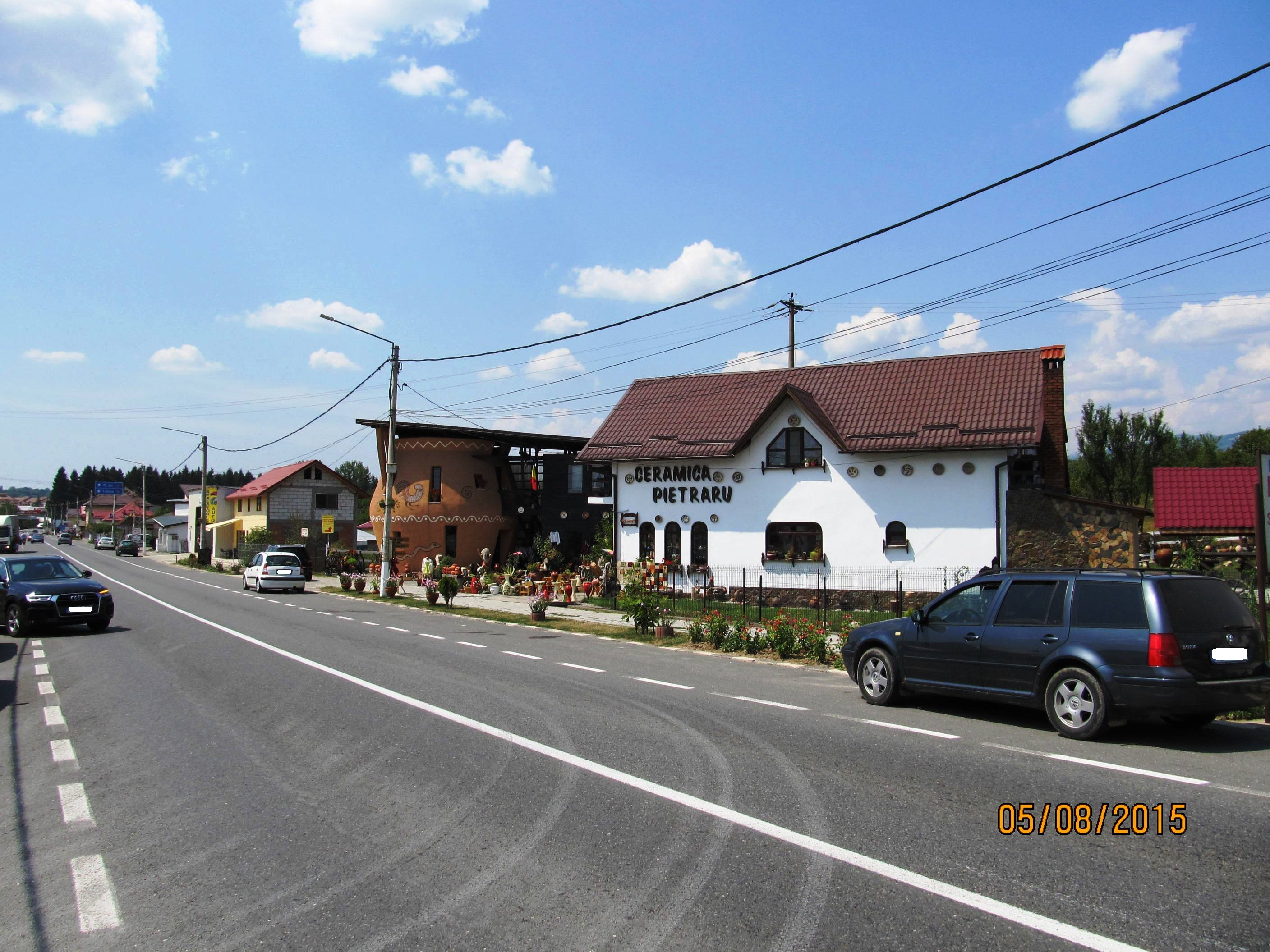
Durchfahrtsstraße in Horezu
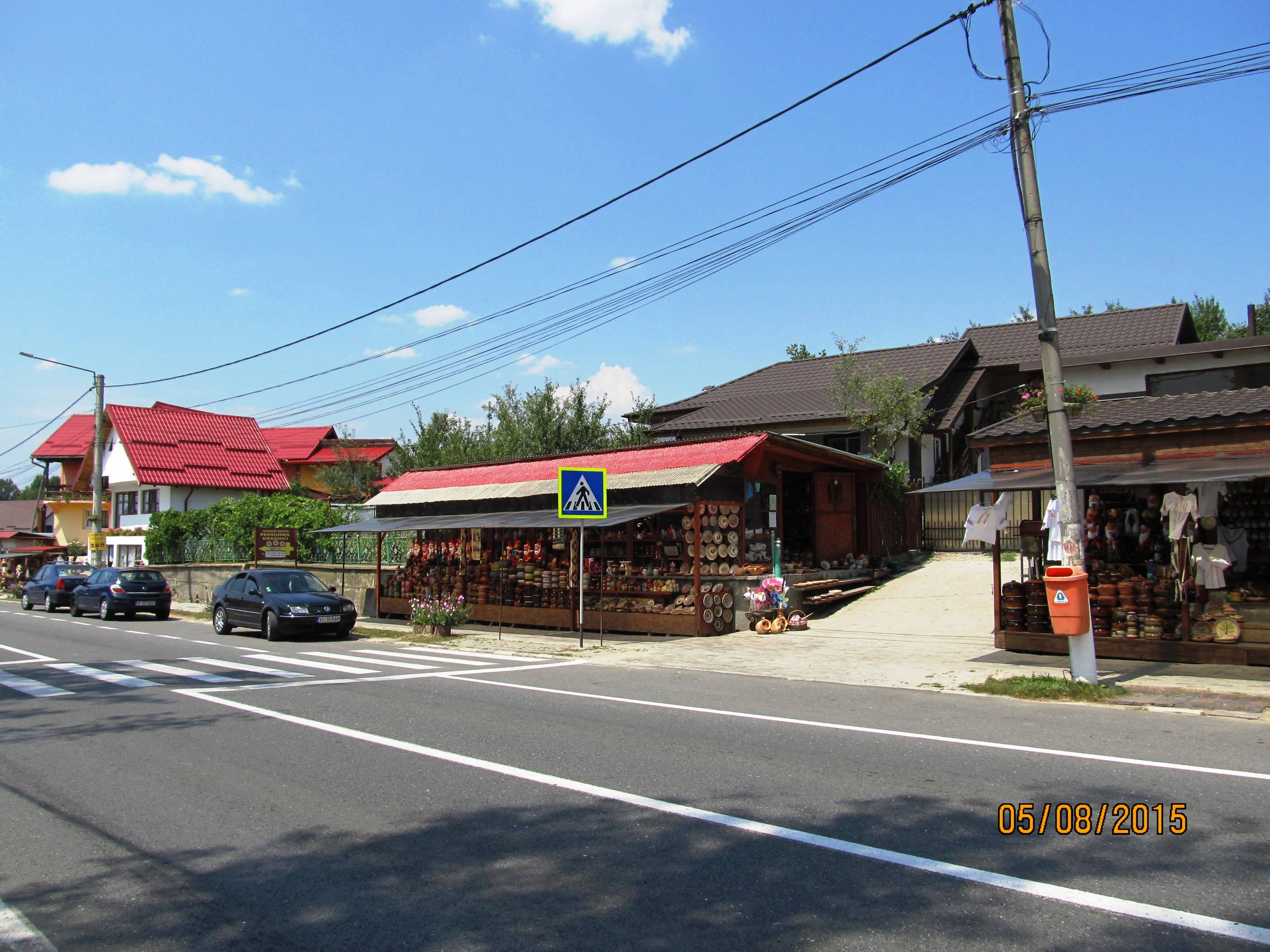
Verkaufsstände an der Durchfahrtsstraße
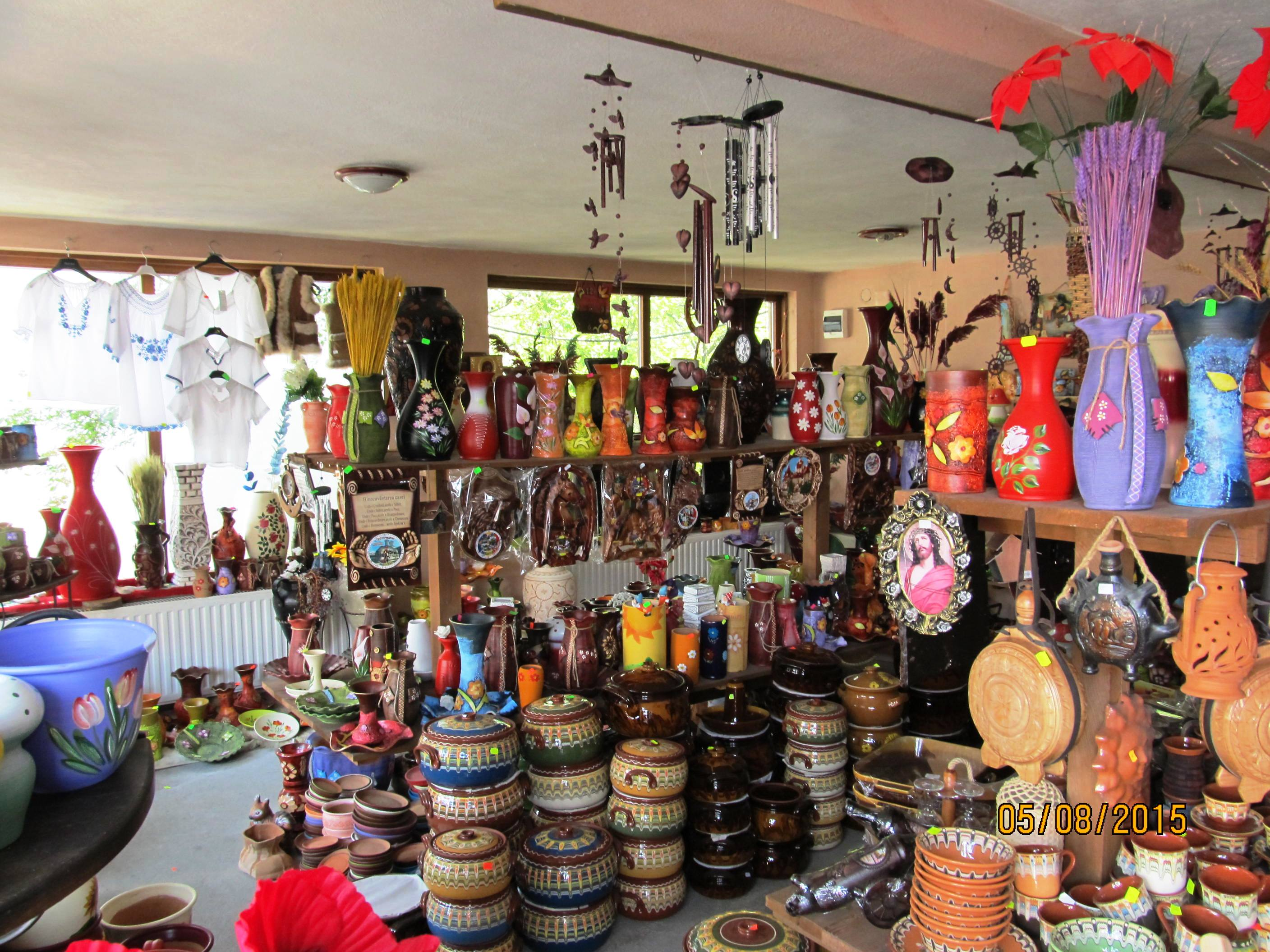
Souvenirladen in Horezu

## Städtepartnerschaft
Horezu pflegt seit 2005 eine Städtepartnerschaft mit der französischen Gemeinde La Destrousse.

## Geboren in Horezu
- Lazăr Comănescu (* 1949), ehemaliger rumänischer Außenminister
- Adrian Popa (* 1988), Fußballnationalspieler